# Europanto
O Europanto (mescla de EUROPa e esperANTO) é um idioma criado a partir de diversas línguas europeias. Foi criado em 1996 por Diego Marani, tradutor do Conselho da União Europeia em Bruxelas para marcar uma alternativa à imposição do inglês como língua franca. É baseado nas frases e palavras que surgem em pessoas que começam a aprender uma língua. Ninguém pode começar a falar-lo como o resto dos idiomas, já que carece de regras e é o próprio interlocutor quem há de definir os seus receptores. 
Sua gramática tende a parecer-se à do inglês, onde as palavras de outras línguas podem adaptar-se e entender-se com facilidade. Para muitas pessoas não é mais que uma piada ou de pouca seriedade.

## Exemplo
Eine terrible menace incumbe over el Kingdom des Angleterra. Poor Regina Elisabeth habe spent todo seine dinero in charmingantes hats und pumpkinose carrosses und maintenow habe keine penny left por acquire de Champagne dat necessite zum celebrate Prince Charles anniversario op el 14 Novembro. (Diego Marani)
Tradução: "Uma terrível ameaça surgiu no Reino da Inglaterra. A pobre rainha Elizabeth gastou todo o seu dinheiro em chapéus, abóbora e lindo carro, e agora saiu sem um tostão para comprar o champanhe necessário  para comemorar o aniversário do príncipe Charles, dia 14 de Novembro. "